# جیمز تیلیس
جیمز تیلیس (به انگلیسی: James Tillis) با نام اصلی جیمز تئودور تیلیس (زادهٔ ۵ ژوئیه ۱۹۵۷ در تالسا، اکلاهما)، مشت‌زن حرفه ای بازنشستهٔ آمریکایی است. او به علت داشتن مشت و دست سریع و حیرت‌آوری نسبت به جثه اش، به «سریع» مشهور بود. تیلیس به عنوان یک آماتور چپ دست، کار خود را با استایل ارتودوکس شروع کرد و چون دست چپ او قدرتمندتر بود، به همین دلیل او هوک چپ خیلی قدرتمند، همراه با قابلیت تغییر موقعیت در هنگام مبارزه داشت. تیلیس در سال ۱۹۸۱ عنوان قهرمانی سنگین‌وزن جهان WBA را به چالش کشید، اما با نتیجه رای داوران در راند پانزدهم به مایک ویور باخت. تیلیس اولین نفری بود که در سال ۱۹۸۶ در یک مبارزه ۱۰ راندی نزدیک و شانه به شانه، به مصاف مایک تایسون رفت و به اصطلاح دیستنس شد(The distance یعنی دو حریف تمامی راندهای مسابقه را تا انتها بدون ناک اوت فنی طی کنند و در نهایت با رای داوران امتیاز دهی شده و نفر برنده اعلام شود) و تقریباً یک تساوی ۶ بر ۴ برای او رقم زد. تیلیس برای آخرین بار در سال ۲۰۰۱ در سن ۴۴ سالگی جنگید.

## کارنامه بوکس حرفه ای
| ۴۲ برد (۳۱ ناک اوت، ۱۱ امتیاز), ۲۲ باخت (۱۱ ناک اوت، ۱۱ امتیاز), ۱ مساوی, ۱ بدون نتیجه |             |                        |            |      |            |                                                                         |                                                                              |
| نتیجه                                                                                  | امتیاز      | حریف                   | ثبت        | راند | تاریخ      | محل                                                                     | توضیح                                                                        |
| باخت                                                                                   | 42–22–1 (۱) | راب کالووی             | ناک‌اوت فنی | ۹    | ۱۳/۰۴/۲۰۰۱ | Saint Joseph Civic Center, سنت جوزف، میزوری, ایالات متحده آمریکا        |                                                                              |
| باخت                                                                                   | 42–21–1 (۱) | Tim Puller             | UD         | ۱۰   | ۱۶/۱۰/۱۹۹۹ | ایسکوا، واشینگتن, ایالات متحده آمریکا                                   |                                                                              |
| باخت                                                                                   | 42–20–1 (۱) | کلیف کوئوزر            | ناک‌اوت فنی | ۶    | ۳۰/۰۸/۱۹۹۶ | Quay Centennial Building, ونکوور، واشینگتن, ایالات متحده آمریکا         |                                                                              |
| برنده                                                                                  | 42–19–1 (۱) | کریگ پاین              | UD         | ۸    | ۲۱/۰۶/۱۹۹۶ | Quay Centennial Building, ونکوور، واشینگتن, ایالات متحده آمریکا         |                                                                              |
| NC                                                                                     | 41–19–1 (۱) | Will Hinton            | NC         | ۳    | ۰۷/۱۲/۱۹۹۵ | دنور, ایالات متحده آمریکا                                               |                                                                              |
| باخت                                                                                   | ۴۱–۱۹–۱     | Alexander Zolkin       | UD         | ۱۰   | ۰۸/۱۰/۱۹۹۵ | کلمبوس، اوهایو, ایالات متحده آمریکا                                     |                                                                              |
| برنده                                                                                  | ۴۱–۱۸–۱     | Stan White Johnson     | ناک‌اوت فنی | ۳    | ۲۸/۰۲/۱۹۹۲ | Union Hall, Countryside, کانتری‌ساید، ایلینوی, ایالات متحده آمریکا       |                                                                              |
| برنده                                                                                  | ۴۰–۱۸–۱     | Danny Blake            | SD         | ۱۰   | ۲۲/۱۱/۱۹۹۱ | پئوریا، ایلینوی, ایالات متحده آمریکا                                    |                                                                              |
| باخت                                                                                   | ۳۹–۱۸–۱     | تامی موریسون           | ناک‌اوت فنی | ۱    | ۱۱/۰۱/۱۹۹۱ | هتل تاج محل ترامپ, آتلانتیک سیتی، نیوجرسی, ایالات متحده آمریکا          |                                                                              |
| برنده                                                                                  | ۳۹–۱۷–۱     | Carlton West           | ناک‌اوت فنی | ۳    | ۰۷/۱۲/۱۹۹۰ | Valley Sports Arena, رونوک، ویرجینیا, ایالات متحده آمریکا               |                                                                              |
| باخت                                                                                   | ۳۸–۱۷–۱     | آدیلسون رودریگوئز      | UD         | ۱۰   | ۲۰/۰۳/۱۹۸۹ | Toledo, Parana, برزیل                                                   |                                                                              |
| باخت                                                                                   | ۳۸–۱۶–۱     | Arthel Lawhorne        | UD         | ۱۰   | ۱۴/۰۱/۱۹۸۹ | The Palace of Auburn Hills, آوبرن‌هیلز، میشیگان, ایالات متحده آمریکا     |                                                                              |
| باخت                                                                                   | ۳۸–۱۵–۱     | گری میسون              | ناک‌اوت فنی | ۵    | ۳۰/۱۱/۱۹۸۸ | الفنت و کاسل, سات‌ارک, بریتانیا                                          |                                                                              |
| باخت                                                                                   | ۳۸–۱۴–۱     | ایواندر هالیفیلد       | RTD        | ۵    | ۱۶/۰۷/۱۹۸۸ | Caesars Tahoe , استیت‌لاین، نوادا, ایالات متحده آمریکا                   |                                                                              |
| برنده                                                                                  | ۳۸–۱۳–۱     | Rodney Smith           | ناک‌اوت     | ۲    | ۰۹/۰۴/۱۹۸۸ | سیزرز پالاس, لاس وگاس, ایالات متحده آمریکا                              |                                                                              |
| برنده                                                                                  | ۳۷–۱۳–۱     | Dennis Jackson         | ناک‌اوت     | ۵    | ۱۶/۱۰/۱۹۸۷ | Boardwalk Hall, آتلانتیک سیتی، نیوجرسی, ایالات متحده آمریکا             |                                                                              |
| باخت                                                                                   | ۳۶–۱۳–۱     | جانی داپلووی           | ناک‌اوت فنی | ۱۰   | ۲۳/۰۶/۱۹۸۷ | Ellis Park Indoor Arena, ژوهانسبورگ, آفریقای جنوبی                      |                                                                              |
| باخت                                                                                   | ۳۶–۱۲–۱     | فرانک برونو            | ناک‌اوت فنی | ۵    | ۲۴/۰۳/۱۹۸۷ | ومبلی آرنا, ومبلی, بریتانیا                                             | Referee stopped the bout at 1:57 of the fifth round.                         |
| برنده                                                                                  | ۳۶–۱۱–۱     | Ronnie Douglas         | ناک‌اوت فنی | ۵    | ۰۶/۰۳/۱۹۸۷ | فورت اسمیت (آرکانزاس), ایالات متحده آمریکا                              |                                                                              |
| باخت                                                                                   | ۳۵–۱۱–۱     | Mike Williams          | ناک‌اوت فنی | ۸    | ۰۸/۰۱/۱۹۸۷ | مرییات, هیوستون, ایالات متحده آمریکا                                    |                                                                              |
| Draw                                                                                   | ۳۵–۱۰–۱     | Avery Rawls            | PTS        | 10   | ۱۱/۱۱/۱۹۸۶ | Showboat Hotel and Casino, لاس وگاس, ایالات متحده آمریکا                |                                                                              |
| برنده                                                                                  | ۳۵–۱۰       | Lorenzo Boyd           | ناک‌اوت     | ۳    | ۲۸/۱۰/۱۹۸۶ | Station Square, پیتسبرگ, ایالات متحده آمریکا                            |                                                                              |
| برنده                                                                                  | ۳۴–۱۰       | Eddie Richardson       | PTS        | ۱۰   | ۱۸/۱۰/۱۹۸۶ | مسکیت، تگزاس, ایالات متحده آمریکا                                       |                                                                              |
| باخت                                                                                   | ۳۳–۱۰       | جو باگنر               | PTS        | ۱۰   | ۱۵/۰۹/۱۹۸۶ | مرکز سرگرمی سیدنی, سیدنی, استرالیا                                      | 93-99 92-98 95-97                                                            |
| برنده                                                                                  | ۳۳–۹        | Art Terry              | UD         | ۸    | ۲۹/۰۷/۱۹۸۶ | Continental Inn, لکسینگتون، کنتاکی, ایالات متحده آمریکا                 | 80-70, 80-70, 80-72.                                                         |
| برنده                                                                                  | ۳۲–۹        | مارک یانگ              | ناک‌اوت     | ۸    | ۱۷/۰۶/۱۹۸۶ | تالسا، اکلاهما, ایالات متحده آمریکا                                     |                                                                              |
| باخت                                                                                   | ۳۱–۹        | مارک یانگ              | UD         | ۱۰   | ۰۳/۰۵/۱۹۸۶ | Glens Falls Civic Center, گلینز فالز، نیویورک, ایالات متحده آمریکا      | 4-6, 4-6, 2-8.                                                               |
| باخت                                                                                   | ۳۱–۸        | تایرل بیگز             | UD         | ۸    | ۲۵/۰۱/۱۹۸۶ | Americana Host Farm, لنکستر، پنسیلوانیا, ایالات متحده آمریکا            | 33-39, 33-39, 34-39.                                                         |
| باخت                                                                                   | ۳۱–۷        | جری کوئتزی             | UD         | ۱۰   | ۰۷/۰۹/۱۹۸۵ | ورزشگاه الیس پارک, ژوهانسبورگ, آفریقای جنوبی                            | 93-99, 94-99.                                                                |
| باخت                                                                                   | ۳۱–۶        | مارویس فریزیر          | UD         | ۱۰   | ۲۰/۰۵/۱۹۸۵ | Lawlor Events Center, رینو، نوادا, ایالات متحده آمریکا                  | 91-98, 92-96, 91-97.                                                         |
| برنده                                                                                  | ۳۱–۵        | Bashir Wadud           | UD         | ۱۰   | ۱۵/۱۲/۱۹۸۴ | Genesee Theatre, وائوکگان، ایلینوی, ایالات متحده آمریکا                 | 100-90, 100-90, 100-90.                                                      |
| باخت                                                                                   | ۳۰–۵        | Carl Williams          | UD         | ۱۰   | ۲۳/۱۰/۱۹۸۴ | Atlantis Hotel and Casino , آتلانتیک سیتی، نیوجرسی, ایالات متحده آمریکا | 2-8, 3-7, 1-9.                                                               |
| برنده                                                                                  | ۳۰–۴        | Michael Bennett        | ناک‌اوت     | ۱    | ۲۰/۰۸/۱۹۸۴ | میامی، اکلاهما, ایالات متحده آمریکا                                     |                                                                              |
| برنده                                                                                  | ۲۹–۴        | Billy Joe Thomas       | ناک‌اوت     | ۳    | ۱۰/۰۷/۱۹۸۴ | تالسا، اکلاهما, ایالات متحده آمریکا                                     |                                                                              |
| برنده                                                                                  | ۲۸–۴        | Bobby Crabtree         | ناک‌اوت     | ۳    | ۲۶/۰۴/۱۹۸۴ | Excelsior Hotel, تالسا، اکلاهما, ایالات متحده آمریکا                    |                                                                              |
| برنده                                                                                  | ۲۷–۴        | Otis Bates             | ناک‌اوت     | ۲    | ۰۹/۰۲/۱۹۸۴ | تالسا، اکلاهما, ایالات متحده آمریکا                                     |                                                                              |
| باخت                                                                                   | ۲۶–۴        | تیم ویترسپون           | ناک‌اوت فنی | ۱    | 23/09/1983 | Richfield Coliseum, ریچفیلد، اوهایو, ایالات متحده آمریکا                | NABF Heavyweight Title. Referee stopped the bout at 2:16 of the first round. |
| برنده                                                                                  | ۲۶–۳        | Lynwood Jones          | ناک‌اوت     | ۴    | ۰۹/۰۷/۱۹۸۳ | DiVinci Manor, شیکاگو, ایالات متحده آمریکا                              |                                                                              |
| برنده                                                                                  | ۲۵–۳        | Larry Givens           | ناک‌اوت فنی | ۲    | ۲۲/۰۵/۱۹۸۳ | شیکاگو, ایالات متحده آمریکا                                             |                                                                              |
| برنده                                                                                  | ۲۴–۳        | Grady Daniels          | ناک‌اوت فنی | ۴    | ۲۵/۰۴/۱۹۸۳ | Congress Americana Hotel, شیکاگو, ایالات متحده آمریکا                   |                                                                              |
| برنده                                                                                  | ۲۳–۳        | Leroy Boone            | PTS        | ۱۰   | ۲۸/۰۳/۱۹۸۳ | Congress Americana Hotel, شیکاگو, ایالات متحده آمریکا                   |                                                                              |
| باخت                                                                                   | ۲۲–۳        | [[گرگ پیج]]            | ناک‌اوت فنی | ۸    | ۲۶/۱۱/۱۹۸۲ | Astrodome, هیوستون, ایالات متحده آمریکا                                 | فدراسیون بین‌المللی بوکس USBA Heavyweight Title.                              |
| باخت                                                                                   | ۲۲–۲        | پینکلون توماس          | ناک‌اوت فنی | ۸    | ۱۴/۰۸/۱۹۸۲ | Stouffer's Ballroom, کلیولند، اوهایو, ایالات متحده آمریکا               | Referee stopped the bout at 0:58 of the eighth round.                        |
| برنده                                                                                  | ۲۲–۱        | ارنی شاورز             | UD         | ۱۰   | ۱۱/۰۶/۱۹۸۲ | سیزرز پالاس, لاس وگاس, ایالات متحده آمریکا                              | 96-92, 97-91, 96-92.                                                         |
| برنده                                                                                  | ۲۱–۱        | Jerry Williams         | ناک‌اوت     | ۳    | ۱۳/۰۳/۱۹۸۲ | Sands Hotel, لاس وگاس, ایالات متحده آمریکا                              |                                                                              |
| باخت                                                                                   | ۲۰–۱        | مایک ویور              | UD         | ۱۵   | ۰۳/۱۰/۱۹۸۱ | Rosemont Horizon , روزمونت، ایلینوی, ایالات متحده آمریکا                | For اتحادیه جهانی بوکس World Heavyweight Title.                              |
| برنده                                                                                  | ۲۰–۰        | Tom Fischer            | PTS        | ۱۰   | ۰۹/۰۳/۱۹۸۱ | Hilton Chicago, شیکاگو, ایالات متحده آمریکا                             |                                                                              |
| برنده                                                                                  | ۱۹–۰        | Domingo D'Elia         | ناک‌اوت فنی | ۴    | ۱۳/۱۱/۱۹۸۰ | International Amphitheatre, شیکاگو, ایالات متحده آمریکا                 | Referee stopped the bout at 1:40 of the fourth round.                        |
| برنده                                                                                  | ۱۸–۰        | Mike Koranicki         | UD         | ۱۰   | ۱۴/۰۸/۱۹۸۰ | International Amphitheatre, شیکاگو, ایالات متحده آمریکا                 |                                                                              |
| برنده                                                                                  | ۱۷–۰        | Eric Sedillo           | ناک‌اوت فنی | ۴    | ۱۲/۰۶/۱۹۸۰ | Hilton Chicago, شیکاگو, ایالات متحده آمریکا                             |                                                                              |
| برنده                                                                                  | ۱۶–۰        | Walter Santemore       | UD         | ۱۰   | ۱۵/۰۵/۱۹۸۰ | Aragon Ballroom (Chicago), شیکاگو, ایالات متحده آمریکا                  |                                                                              |
| برنده                                                                                  | ۱۵–۰        | Frank Schram           | ناک‌اوت فنی | ۲    | ۱۷/۰۴/۱۹۸۰ | Aragon Ballroom (Chicago), شیکاگو, ایالات متحده آمریکا                  | Referee stopped the bout at 1:54 of the second round.                        |
| برنده                                                                                  | ۱۴–۰        | رون استندر             | ناک‌اوت فنی | ۷    | ۰۳/۰۳/۱۹۸۰ | International Amphitheatre, شیکاگو, ایالات متحده آمریکا                 | Stander did not come out of his corner for the eighth round.                 |
| برنده                                                                                  | ۱۳–۰        | Roy Wallace            | UD         | ۱۰   | ۰۱/۰۲/۱۹۸۰ | International Amphitheatre, شیکاگو, ایالات متحده آمریکا                 |                                                                              |
| برنده                                                                                  | ۱۲–۰        | Al Jones               | ناک‌اوت     | ۴    | ۱۳/۱۲/۱۹۷۹ | Tulsa Civic Center, تالسا، اکلاهما, ایالات متحده آمریکا                 |                                                                              |
| برنده                                                                                  | ۱۱–۰        | Harry Terrell          | ناک‌اوت     | ۱    | ۲۰/۱۱/۱۹۷۹ | Circle Arena, شیکاگو, ایالات متحده آمریکا                               |                                                                              |
| برنده                                                                                  | ۱۰–۰        | Bob Whaley             | ناک‌اوت فنی | ۱    | ۱۹/۱۰/۱۹۷۹ | شیکاگو, ایالات متحده آمریکا                                             |                                                                              |
| برنده                                                                                  | ۹–۰         | Jimmy Cross            | ناک‌اوت فنی | ۲    | ۰۷/۰۹/۱۹۷۹ | Circle Arena, شیکاگو, ایالات متحده آمریکا                               |                                                                              |
| برنده                                                                                  | ۸–۰         | Charles Anderson Atlas | ناک‌اوت فنی | ۲    | ۳۰/۰۷/۱۹۷۹ | International Amphitheatre, شیکاگو, ایالات متحده آمریکا                 |                                                                              |
| برنده                                                                                  | ۷–۰         | Henry Porter           | ناک‌اوت فنی | ۶    | ۲۰/۰۷/۱۹۷۹ | دانشگاه ایلینوی در شیکاگو, شیکاگو, ایالات متحده آمریکا                  |                                                                              |
| برنده                                                                                  | ۶–۰         | George Gofarth         | ناک‌اوت فنی | ۵    | ۱۱/۰۶/۱۹۷۹ | Aragon Ballroom (Chicago), شیکاگو, ایالات متحده آمریکا                  |                                                                              |
| برنده                                                                                  | ۵–۰         | Rocky Lane             | ناک‌اوت     | ۱    | ۳۱/۰۳/۱۹۷۹ | شیکاگو, ایالات متحده آمریکا                                             |                                                                              |
| برنده                                                                                  | ۴–۰         | Sylvester Wilder       | ناک‌اوت فنی | ۳    | ۲۸/۰۲/۱۹۷۹ | دانشگاه دوپال, شیکاگو, ایالات متحده آمریکا                              |                                                                              |
| برنده                                                                                  | ۳–۰         | Dave Watkins           | ناک‌اوت     | ۱    | ۰۲/۰۲/۱۹۷۹ | Aragon Ballroom (Chicago), شیکاگو, ایالات متحده آمریکا                  |                                                                              |
| برنده                                                                                  | ۲–۰         | Al Bell                | ناک‌اوت فنی | ۱    | ۱۵/۱۲/۱۹۷۸ | Aragon Ballroom (Chicago), شیکاگو, ایالات متحده آمریکا                  |                                                                              |
| برنده                                                                                  | ۱–۰         | Ron Stephany           | ناک‌اوت     | ۱    | ۱۸/۱۱/۱۹۷۸ | Alumni Hall (DePaul University), شیکاگو, ایالات متحده آمریکا            |                                                                              |